# قرع الحية الواليشياني
قرع الحية الواليشياني (الاسم العلمي:Trichosanthes wallichiana) هو نوع من النباتات يتبع جنس قرع الحية من الفصيلة القرعية. سمي هذا النوع نسبةً إلى عالم النبات الدانماركي ناثانيال واليش.